# Villa Müller
La Villa Müller (en checo: Müllerova vila, en alemán: Haus Müller) es una villa de estilo moderno situada en Praga (República Checa). Construida en 1930, fue diseñada por Adolf Loos como una residencia privada para František Müller, copropietario de la empresa constructora Kapsa-Müller de Pilsen.

## Historia
El edificio fue encargado por František Müller y su esposa, Milada Müllerová. El Sr. Müller era ingeniero y copropietario de una empresa constructora llamada Kapsa-Müller. La empresa se especializó en el hormigón armado, desarrollando nuevas técnicas constructivas. El método de diseño de Loos también estaba en transición, lo que hizo que el proyecto se realizara en el momento apropiado. Pronto, el arquitecto Karel Lhota puso a František Müller en contacto con Loos para que diseñara la villa. Lhota también contribuyó al diseño debido al mal estado de salud de Loos. Después de que se completara el edificio, Loos celebró su 60.º cumpleaños allí con un grupo de amigos.
La pareja residió libremente en la casa durante dieciocho años hasta que los comunistas se hicieron con su control en 1948. En 1968, tras la muerte de Milada Müllerová —que solo podía ocupar solo dos habitaciones de la villa— lo más significativo de sus accesorios y colecciones fue adquirido por el Museo de Artes Aplicadas y la Galería Nacional. La villa fue declarada entonces monumento cultural de Checoslovaquia. Fue usada como almacén, biblioteca y posteriormente como sede del Instituto del Marxismo-leninismo. Tras la caída del comunismo en 1989, la casa fue devuelta a la hija de los Müller, Eva Maternová, que se la vendió al Ayuntamiento de Praga en 1995, el cual la puso bajo el cuidado del Museo de la Ciudad de Praga. La casa fue restaurada en 1998 y reabrió como museo en el año 2000.

## Arquitectura

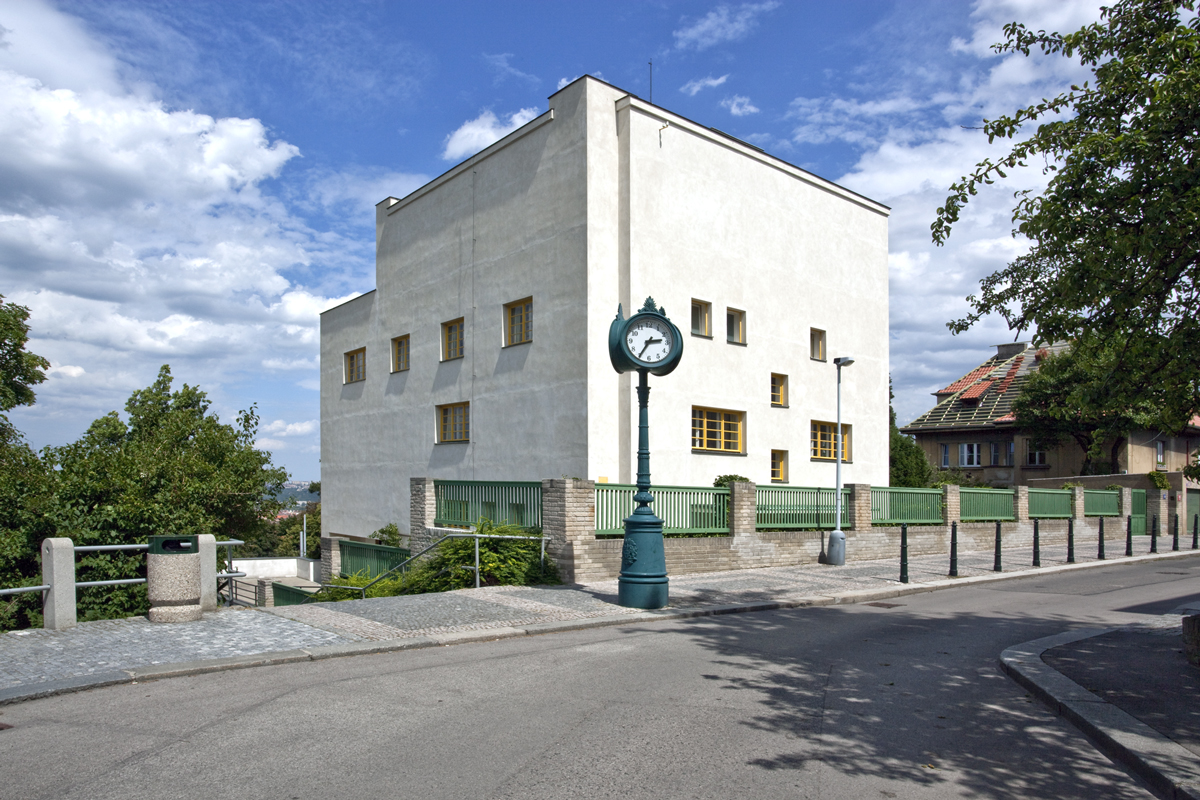
La entrada principal en el lado que da hacia la calle.

Conocida por ser un innovador ejemplo de los inicios de la arquitectura moderna, la Villa Müller encarna las ideas de Loos de economía y funcionalidad. Su diseño espacial, conocido como Raumplan, es evidente en las partes a diferente altura de cada habitación, que indican su función y su importancia simbólica. El Raumplan se puede percibir tanto en el interior como en el exterior. Tal y como afirmó Loos en 1930 en una conversación:

Mi arquitectura no está concebida en planos, sino en espacios (cubos). No diseño plantas, fachadas, secciones, etc. Diseño espacios. Para mí, no hay planta baja, primera planta, etc. Solo hay espacios contiguos, continuos, habitaciones, antesalas, terrazas, etc. Las plantas se unen y los espacios se relacionan entre sí.

El exterior mostraba la teoría que Loos expuso en su célebre ensayo de 1908 Ornamento y delito, en el que critica las superficies decoradas. Para el exterior de la Villa Müller, Loos diseñó una fachada cúbica blanca. También quería hacer una clara distinción entre el exterior, que podía ser visto por el ojo del público, y el interior, compuesto por los espacios privados de las personas que residían allí. En consecuencia, el interior está decorado suntuosamente con muebles cómodos y superficies de mármol, madera y seda.

## Colomina: espacio y sexualidad
La historiadora de la arquitectura Beatriz Colomina analizó la Villa Müller en el libro Geografía sexual (1992), que se centra en las relaciones entre la sexualidad y el espacio arquitectónico. El ensayo de Colomina, El muro dividido: voyeurismo doméstico, discute el posible propósito de las ventanas opacas de Loos en la casa. Colomina también menciona la concepción de Loos del palco como un espacio claustrofóbico si no fuera por el gran espacio abierto que puede contemplarse desde él.
Según Colomina, el palco podía significar poder y control dentro de la casa. Loos diseñó una sala de estar elevada que Colomina interpreta como el palco, así como el espacio «femenino» debido a su carácter doméstico. Además, Colomina sugiere que el espacio «femenino» es considerado privado y contrasta con los espacios públicos «masculinos» de la casa. El palco atrae la atención, y al mismo tiempo su ocupante está mirando hacia fuera; la persona que mira hacia el palco ve el espacio más íntimo. Por tanto, la persona en el palco es cosificada.